# توریانچای
توریانچای (به لاتین: Türyançay) یک منطقهٔ مسکونی در جمهوری آذربایجان است که در شهرستان آق‌داش واقع شده‌است.